# Rajd Portugalii 1996
Rajd Portugalii 1996 (30. TAP Rallye de Portugal 1996) – druga runda eliminacji Dwulitrowego Rajdowego Pucharu Świata w roku 1996, który odbył się w dniach 5-9 marca. Bazą rajdu było miasto Figueira da Foz.

## Wyniki końcowe rajdu
| Msc.                   | Kierowca               | Pilot                  | Samochód                | Czas                   | Strata                 | Grupa                  |                        |
| Klasyfikacja generalna | Klasyfikacja generalna | Klasyfikacja generalna | Klasyfikacja generalna  | Klasyfikacja generalna | Klasyfikacja generalna | Klasyfikacja generalna | Klasyfikacja generalna |
| ---------------------- | ---------------------- | ---------------------- | ----------------------- | ---------------------- | ---------------------- | ---------------------- | ---------------------- |
| 1.                     | Rui Madeira            | Nuno da Silva          | Toyota Celica GT-Four   | 5:13.28                | 0.0                    | A8                     |                        |
| 2.                     | Freddy Loix            | Sven Smeets            | Toyota Celica GT-Four   | 5:15.15                | +1.47                  | A8                     |                        |
| 3.                     | José Miguel            | Carlos Magalhães       | Ford Escort RS Cosworth | 5:23.22                | +9.54                  | A8                     |                        |
| 4.                     | Masao Kamioka          | Kevin Gormley          | Subaru Impreza 555      | 5:27.44                | +14.16                 | A8                     |                        |
| 5.                     | Jesús Puras            | Carlos del Barrio      | Seat Ibiza GTI 16V      | 5:39.30                | +26.02                 | A7                     |                        |
| 6.                     | Pavel Sibera           | Petr Gross             | Škoda Felicia Kit Car   | 5:42.01                | +28.33                 | A5                     |                        |
| 7.                     | Erwin Weber            | Manfred Hiemer         | Seat Ibiza GTI 16V      | 5:48.57                | +35.29                 | A7                     |                        |
| 8.                     | Pedro Azeredo          | Fernando Prata         | Renault Clio Maxi       | 5:52.23                | +39.55                 | A7                     |                        |
| 9.                     | Kris Rosenberger       | Hans-Dieter Stock      | Opel Astra GSI 16V      | 5:55.01                | +41.33                 | A7                     |                        |
| 10.                    | Emil Triner            | Pavel Štanc            | Škoda Felicia Kit Car   | 5:56.03                | +42.35                 | A5                     |                        |
| 2L WRC                 |                        |                        |                         |                        |                        |                        |                        |
| 1 (5.)                 | Jesús Puras            | Carlos del Barrio      | Seat Ibiza GTI 16V      | 5:39.30                | -                      | A7                     |                        |
| 2 (6.)                 | Pavel Sibera           | Petr Gross             | Škoda Felicia Kit Car   | 5:42.01                | +2:31                  | A5                     |                        |
| 3 (7.)                 | Erwin Weber            | Manfred Hiemer         | Seat Ibiza GTI 16V      | 5:48.57                | +9:27                  | A7                     |                        |